# Ogcodes froggatti
Ogcodes froggatti este o specie de muște din genul Ogcodes, familia Acroceridae, descrisă de Evert I. Schlinger în anul 1989. Conform Catalogue of Life specia Ogcodes froggatti nu are subspecii cunoscute.